# Thomas Kessler (football)
Pour les articles homonymes, voir Thomas Kessler et Kessler.
Thomas Kessler, né le 20 janvier 1986 à Cologne en Allemagne, est un ancien footballeur allemand. Il évoluait au poste de gardien de but.

## Biographie
Thomas Kessler commence le football dans les équipes de jeunes du Grün-Weiß Brauweiler, un petit club de quartier de la ville de Pulheim, banlieue limitrophe de Cologne. En 2000, âgé de 14 ans, Thomas Kessler est repéré et retenu en sélection de jeunes du Rhin moyen et reçoit une proposition du FC Cologne, dont il rejoint les équipes juniors.
Le 13 mai 2007, Thomas Kessler dispute son premier match professionnel sous les couleurs de son club formateur, le FC Cologne. Il est titulaire lors de la rencontre à domicile face aux Kickers Offenbach (2-2) comptant pour la 33e journée de la saison 2006-2007 de 2. Bundesliga, la deuxième division allemande de football.
Le 12 mai 2009, il fait ses débuts au plus haut niveau allemand en prenant part à la défaite à domicile du FC Cologne face au Hertha Berlin (1-2), lors de la 32e journée de la saison 2008-2009 de Bundesliga.

## Statistiques
| Saison                | Club                       | Championnat           | Championnat | Championnat | Coupe(s) nationale(s) | Coupe(s) nationale(s) | Total | Total |
| Saison                | Club                       | Division              | M.          | B.          | M.                    | B.                    | M.    | B.    |
| 2006-2007             | FC Cologne                 | 2. Bundesliga         | 2           | 0           | -                     | -                     | 2     | 0     |
| 2007-2008             | FC Cologne                 | 2. Bundesliga         | 4           | 0           | -                     | -                     | 4     | 0     |
| 2008-2009             | FC Cologne                 | Bundesliga            | 3           | 0           | -                     | -                     | 3     | 0     |
| 2009-2010             | FC Cologne                 | Bundesliga            | 2           | 0           | -                     | -                     | 2     | 0     |
| 2010-2011             | FC St. Pauli (prêt)        | Bundesliga            | 26          | 0           | -                     | -                     | 26    | 0     |
| 2011-2012             | Eintracht Francfort (prêt) | 2. Bundesliga         | 4           | 0           | -                     | -                     | 4     | 0     |
| 2012-2013             | FC Cologne                 | 2. Bundesliga         | 1           | 0           | 1                     | 0                     | 2     | 0     |
| 2013-2014             | FC Cologne                 | 2. Bundesliga         | 2           | 0           | -                     | -                     | 2     | 0     |
| 2014-2015             | FC Cologne                 | Bundesliga            | 1           | 0           | -                     | -                     | 1     | 0     |
| 2015-2016             | FC Cologne                 | Bundesliga            | 1           | 0           | -                     | -                     | 1     | 0     |
| 2016-2017             | FC Cologne                 | Bundesliga            | 13          | 0           | 1                     | 0                     | 14    | 0     |
| 2017-2018             | FC Cologne                 | Bundesliga            | -           | -           | -                     | -                     | 0     | 0     |
| 2018-2019             | FC Cologne                 | 2.Bundesliga          | 1           | 0           | -                     | -                     | 1     | 0     |
| 2019-2020             | FC Cologne                 | 2.Bundesliga          | -           | -           | -                     | -                     | 0     | 0     |
| Total sur la carrière | Total sur la carrière      | Total sur la carrière | 60          | 0           | 2                     | 0                     | 62    | 0     |

## Palmarès
- FC Cologne
  - Champion de 2. Bundesliga en 2014